# The Pod
The Pod è il secondo album in studio del gruppo musicale statunitense Ween, pubblicato nel 1991.

## Tracce
1. Strap on That Jammy Pac – 3:03
2. Dr. Rock – 3:11
3. Frank – 3:46
4. Sorry Charlie – 3:51
5. The Stallion (Pt. 1) – 2:51
6. Pollo Asado – 2:45
7. Right to the Ways and the Rules of the World – 5:05
8. Captain Fantasy – 3:19
9. Demon Sweat – 4:11
10. Molly – 4:49
11. Can U Taste the Waste? – 1:39
12. Don't Sweat It – 4:02
13. Awesome Sound – 2:22
14. Laura – 4:37
15. Boing – 1:33
16. Mononucleosis – 3:01
17. Oh My Dear (Falling in Love) – 1:57
18. Sketches of Winkle – 2:44
19. Alone – 3:12
20. Moving Away – 3:06
21. She Fucks Me – 3:59
22. Pork Roll Egg and Cheese – 3:02
23. The Stallion (Pt. 2) – 4:35

## Formazione
- Gene Ween
- Dean Ween